# Albrecht Bouts

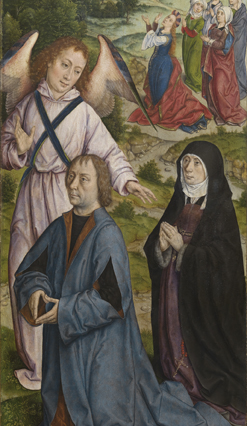
Albrecht Bouts y su esposa Elisabeth de Nausnydere como donantes, puerta derecha del tríptico de la Asunción de la Virgen. Bruselas, Musées royaux des Beaux-Arts de Belgique.

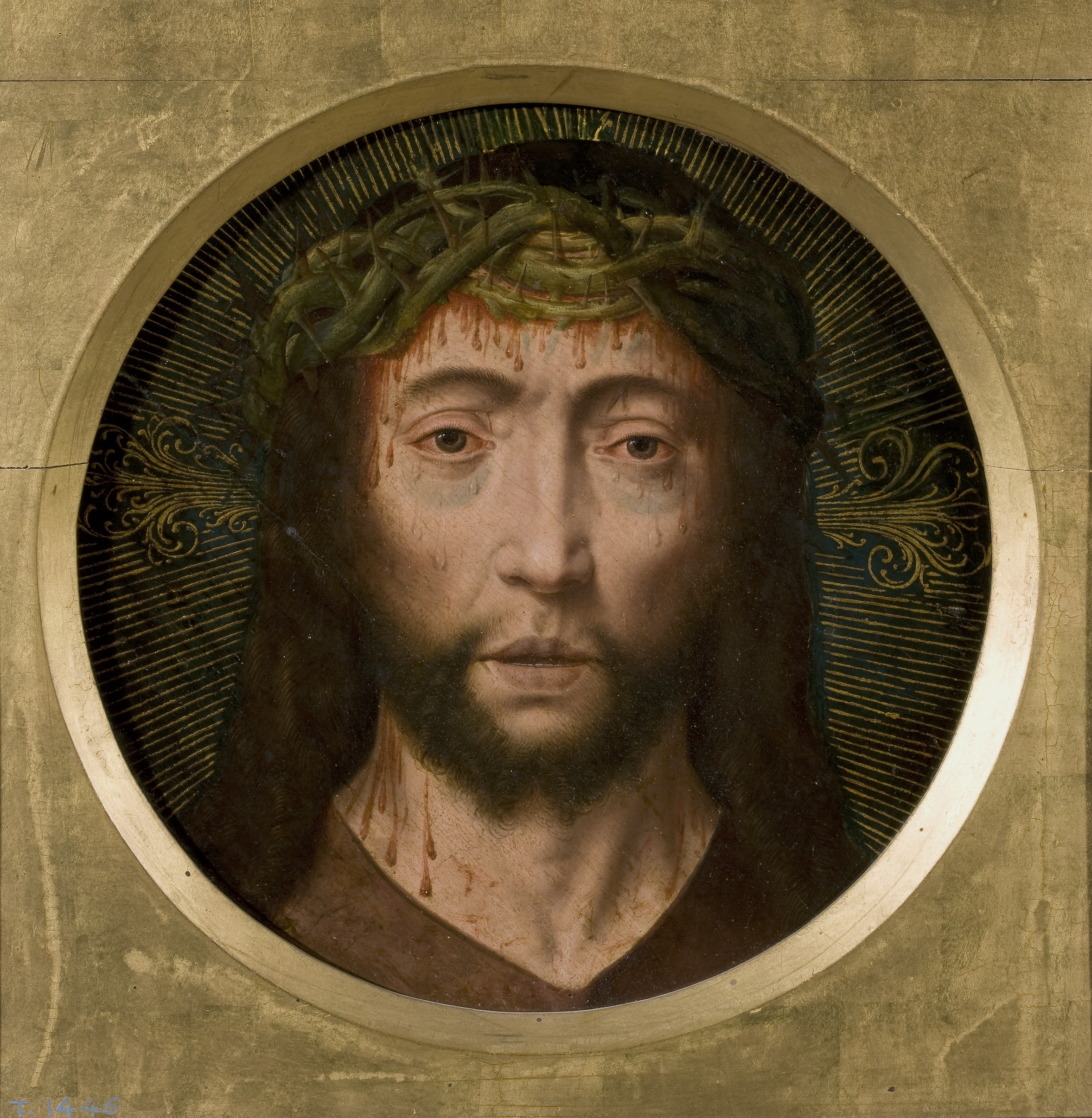
Cabeza de Cristo (seguidor o taller de Albrecht Bouts), óleo sobre tabla, 29,5 cm de diámetro, Madrid, Museo del Prado.

Albrecht Bouts (Lovaina, c. 1451/1455-1549) fue un pintor flamenco, conocido también como el Maestro de la Asunción de la Virgen.
Segundo hijo de Dieric Bouts y hermano menor de Dieric Bouts II, que heredó el taller paterno, parece probable que a la muerte de su padre, en 1475, completase su formación fuera de Lovaina con alguno maestro desconocido, que pudiera ser Hugo van der Goes, cuya influencia se aprecia en la obra atribuida a Albrecht, quien tiende siempre a acentuar los rasgos dramáticos presentes en la pintura paterna, en la que no dejó de inspirarse. En 1480 se le menciona por primera vez en la documentación lovaniense como «pictor ymaginum», lo que supone que para entonces era ya un maestro independiente, y a partir de esa fecha trabajó con frecuencia para las iglesias de la ciudad, aunque solo se conoce una obra documentada: el tríptico de la Asunción de la Virgen de los Museos Reales de Bellas Artes de Bélgica, a partir de la que ha sido posible aislar su estilo y asignarle un numeroso grupo de obras.
Pintado para la capilla de Nuestra Señora Extramuros (Notre-Dame-hors-les-murs de Lovaina), en la que se encontraba por entonces el Descendimiento de Rogier van der Weyden y de la que era sacristán desde 1492, el Tríptico de la Asunción representa en su tabla central a María asunta al cielo por su Hijo y el Espíritu Santo en figura antropomórfica, semejante a la de la segunda persona de la Santísima Trinidad, con Dios Padre en lo alto y en tierra el sepulcro vacío rodeado por los apóstoles y ángeles. En la tabla de la izquierda Bouts pintó el retrato del donante, Christiaan de Nausnydere, su suegro, miembro del consejo de la ciudad, con ángeles, santos, el escudo de armas en lo alto y al fondo, completando la escena, el ángel entregando el sagrado cíngulo o cinturón de la Virgen al apóstol santo Tomás conforme al relato del apócrifo Evangelio de José de Arimatea recogido luego en la Leyenda dorada de Jacobo de la Vorágine. En la puerta derecha, también retratados como donantes protegidos por un ángel y con el escudo de armas en alto, el propio Albrecht Bouts y su segunda esposa, Elisabeth de Nausnydere, con la que contrajo matrimonio el 23 de junio de 1490.

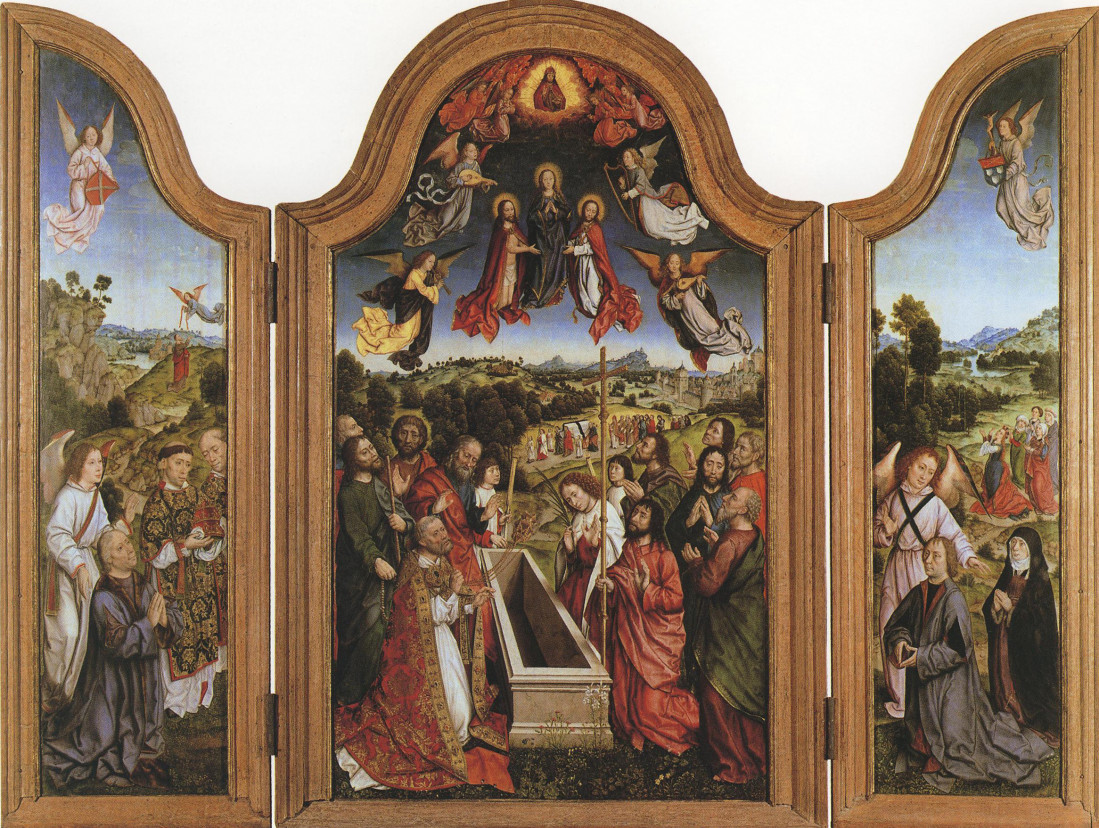
Tríptico de la Asunción de la Asunción de la Virgen, 1495-1500. Óleo sobre tabla, 186 x 108,5 cm, panel central, 185 x 47 cm cada uno de los laterales. Bruselas, Musées royaux des Beaux-Arts de Belgique.

El catálogo de sus obras, formado exclusivamente por razones estilísticas a partir de la comparación con el tríptico de la Asunción, carece todavía de un estudio sistemático. En él se han incorporan préstamos tomados directamente de la obra de su padre, en ocasiones invirtiendo la composición como en la Comida en casa de Simeón (Bruselas, MRBAB), y motivos devocionales pintados casi en serie. De entre las numerosas obras que se le han atribuido sobresale la Transfiguración conservada en el   Fitzwilliam Museum, pero las más populares y repetidas de sus composiciones son las que muestran con extremado patetismo el rostro de Cristo como Varón de dolores, aislado o formando dípticos con el rostro de su madre la Virgen como Mater Dolorosa siguiendo prototipos devocionales creados por su padre.
Albrecht Bouts llegó a disfrutar de una posición social elevada en Lovaina. La utilización de un escudo heráldico propio —dos ballestas con la letra A sobre gules— combinado con las armas del gremio de San Lucas parecería confirmarlo. Casado el 18 de mayo de 1481 con Maria Coocx, pronto fallecida, y en segundas nupcias el 23 de junio de 1490 con Elisabeth Nausnijders, viuda rica, murió sin descendencia en marzo de 1548 y fue enterrado junto a sus padres y su hermano mayor en la iglesia de los frailes menores de Lovaina.